# Jane Campion
Elizabeth Jane Campion, född 30 april 1954 i Wellington, är en Oscarbelönad nyzeeländsk filmregissör och manusförfattare. Campion fick sitt stora genombrott med filmen Pianot (1993).

## Biografi
Jane Campion föddes i Wellington i Nya Zeeland; hennes far Richard Campion var operadirektör och hennes mor Edith Campion skådespelare. Hon tog examen i antropologi vid Victoria universitetet i Wellington 1975 och i måleri vid Sydney College of the arts 1979.

### Karriär
1986 vann Jane Campion Guldpalmen för bästa kortfilm på Filmfestivalen i Cannes för An Exercise in Discipline - Peel. Tre år senare hade hennes första långfilm Sweetie premiär på festivalen. Med långfilmen Pianot blev Campion den första kvinnliga regissören att vinna Guldpalmen i Cannes. Filmen nominerades även till åtta Oscars varav den vann tre, skådespelarna Holly Hunter och Anna Paquin varsin och Campion vann i kategorin Bästa originalmanus. Hon blev även den andra kvinnan någonsin att bli nominerad i kategorin Bästa regi.
Campion har nämnt långfilmen Bright Star (2009) som en nystart i sitt filmskapande. Med filmen, som handlar om den irländske poeten Keats, ville hon gå tillbaka till en form av enkelhet och var inspirerad av den franska minimalisten Robert Bressons filmer Prästmans dagbok från 1951 och En dödsdömd har rymt från 1956.
År 2013 kom Top of the Lake, en kriminaldramaserie i åtta avsnitt skapad av Jane Campion. Hon meddelade då att hon var trött på film som medium och ansåg TV vara mer nyskapande. BBC hade gett henne fria händer att göra en TV-serie och att det blev just ett kriminaldrama förvånade vissa. Campion har berättat att hon bland annat inspirerades av feminismen i Stieg Larssons Millennium-trilogi. Serien fick ett gott mottagande och nominerades till flera priser så som Emmy Awards och Golden Globe Awards. Huvudrollsinnehavaren Elisabeth Moss vann en Golden Globe för bästa kvinnliga skådespelare i en miniserie. I oktober 2014 meddelades det att serien skulle komma tillbaka och att Campion arbetade med en andra säsong.
År 2014 var Campion ordförande för tävlingsjuryn vid Filmfestivalen i Cannes.
Efter flera TV-serieproduktioner under 2010-talet återkom Campion 2021 med det uppmärksammade västerndramat The Power of the Dog. För filmen belönades Campion med regipriset vid 2022 års Oscarsgala.

### Privatliv
Mellan 1992 och 2001 var Campion gift med Colin Englert. 1993 föddes deras första barn, sonen Jasper, som dog tolv dagar gammal. 1994 föddes dottern Alice Englert som är skådespelare.

## Filmografi (regi)

### Långfilmer
- 1989 – Sweetie
- 1990 – En ängel vid mitt bord (TV-film)
- 1993 – Pianot
- 1996 – Porträtt av en dam
- 1999 – Holy Smoke
- 2003 – In the Cut
- 2006 – The Water Diary (kortfilm)
- 2009 – Bright Star
- 2019 – The Power of the Dog

### Kortfilmer
- 1980 – Tissues
- 1981 – Mishaps of Seduction and Conquest
- 1982 – Peel: And Exercise in Discipline
- 1983 – Passionsless Moments
- 1984 – A Girl's Own Story
- 1984 – After Hours
- 2006 – The Water Diary
- 2007 – The Lady Bug

### TV-produktioner
- 1986 – Two Friends (TV-film)
- 2013 – Top of the Lake (TV-serie) (miniserie)
- 2017 – Top of the Lake: China Girl (miniserie)